# سكاي برنسيس (2019)
سكاي برنسيس (بالإنجليزية:  Sky Princess )‏ هي سفينة سياحية من فئة رويال تملكها مجموعة كارنيفال كوربرايشن بإدارة وتشغيل برنسيس للرحلات البحرية وتبلغ سعتها 3660 راكبًا. وهي ثاني سفينة في تاريخ اسطول الشركة تبحر تحت هذا الاسم، ورابع السفن من فئة رويال أسطول برنسيس للرحلات البحرية وبدأت عملياتها في أكتوبر 2019.

## نبذة تاريخية
في مارس 2015 تعاقدت شركة كارنيفال كوربرايشن في اتفاقية إستراتيجية مع فينكانتييري لبناء خمس سفن سياحية ليتم تسليمها خلال الفترة بين عامي 2019 و 2022. ومن هذه الاتفاقية تم الإعلان عن طلب سفينة رابعة من فئة رويال لصالح شركة برنسيس للرحلات البحرية. وفي 30 نوفمبر 2017 أعلنت برنسيس اسم السفينة رسميًا باسم سكاي برنسيس، وذلك في ذكرى لسفينة برنسيس السابقة التي كانت تحمل نفس الاسم.
بدأ البناء في 9 نوفمبر 2016 بحفل قطع ألواح الصلب في حوض فينكانتييري لبناء السفن في كاستيلاماري دي ستابيا، والانتهاء من تعويمها في 14 فبراير 2019 وتكمل تجاربها البحرية في سبتمبر 2019. تم تسليم سكاي برنسيس رسميًا في 15 أكتوبر 2019 في حفل تسليمها في حوض فينكانتييري لبناء السفن في مونفلكوني.  وأبحرت في رحلة بحرية استفتاحية تجريبية قبل الافتتاح لممثلي الصحافة لمدة أربعة أيام في 16 أكتوبر 2019 من ترييستي إلى أثينا. قامت برحلتها الرسمية الأولى في 20 أكتوبر 2019 في رحلة بحرية لمدة سبعة أيام بين أثينا وبرشلونة. وبعد موسم قصير في البحر الأبيض المتوسط إنتقلت إلى موطنها الجديد في ميناء إيفرجليدز في فورت لودرديل بولاية فلوريدا، حيث وصلت في 1 ديسمبر 2019.
يبلغ حجم حمولة السفينة 145000 طن، بطول 330.0 مترًا (1,082.7 قدمًا)، والغاطس 8.49 مترًا (27.9 قدمًا)،  يتم تشغيلها بواسطة نظام المولد الكهربائي بالديزل، بأربعة محركات فارتسيلا، ينتج عنها إجمالي إنتاج يبلغ 62.4 ميجاواط (83,700 حصان). الدفع الرئيسي يتم من خلال مروحتين، كل منهما يقودها محرك كهربائي بقوة 18 ميجاواط (24000 حصان). يعطي النظام للسفينة سرعة خدمة قدرها 21.9 عقدة (40.6 كم/س) وبسرعة قصوى تبلغ 23 عقدة (43 كم/س). وتضم السفينة 1830 كابينة ركاب و 757 كابينة للطاقم. 81٪ من كبائن الركاب مزودة بشرفة.

## وصلات خارجية
لم يتم العثور على روابط لمواقع التواصل الاجتماعي.